# Haley James Scott
Haley James Scott är en av figurerna i ungdomsserien One Tree Hill. Hon spelas av Bethany Joy Galeotti. Haley är Lucas Scotts bästa vän, Nathan Scotts fru och mamma till James Lucas Scott. Haley James är den yngsta dottern till "Jimmy" och Lydia James. Hon har växt upp tillsammans med sin bästa vän Lucas Scott i Tree Hill, en liten stad i North Carolina och jobbar som servitris på Karen's Cafe. Hon går på Tree Hill High School, och är känd för sitt varsamma och noggranna sätt, men också för att vara en skolans smartaste tjejer.

## Säsong 1 och framåt
Lucas börjar spela med Ravens, skolans basketlag, och drabbar genast samman med sin halvbror Nathan, som också spelar i laget. Nathan "the bad boy of Tree Hill" bestämmer sig för att använda Haley i sina planer att förinta Lucas och hon går med på att ge Nathan privatlektioner om han lämnar Lucas ifred. När Lucas får reda på det blir han arg på Haley men hon vägrar att sluta ge Nathan lektioner eftersom hon har lovat honom. Efter att Nathans flickvän Peyton Sawyer dumpar honom, börjar han och Haley att komma varandra närmare. Inte långt senare blir Nathan och Haley tillsammans, vilket ogillas av Lucas. Men Haley säger till honom att Nathan är nu precis lika viktig som Lucas, och hon vill att de ska komma överens, vilket de senare gör. Haley börjar känna sig pressad till att ha sex med Nathan, men hon vill vänta tills hon gifter sig, vilket Nathan säger att han ska respektera. När Lucas berättar för Haley att han ska flytta så känner sig Haley förkrossad. Morgonen efter så åker Lucas till Nathan för att säga farväl, men blir chockerad när han hittar Haley och Nathan där, i knappt några kläder. Lucas säger chockat att han trodde att Haley skulle vänta med att ha sex till hon gifte sig, och Haley säger då att det gjorde hon. Nathan och Haley har gift sig. Ett tag efter giftermålet till Nathan drar Haley iväg på turné med Chris, spelad av Tyler Hilton. Haley lämnar kvar Nathan i Tree Hill alldeles ensam. Nathan sig, hamnar i depression och börjar dricka och städar inte efter ingenting fungerar för honom. Medan Haley är på turné under High Schools senior year, besöker Nathan henne, skilsmässopapper kommer också fram och Lucas & Brooke gör en road trip för att träffa Haley och få hem henne igen. Till slut kommer Haley hem och efter många om och men lyckas äktenskapet mellan Nathan & Haley räddas. Haley blir gravid, samtidigt som Nathan får veta att han fått stipendium. Nathan blir frustrerad och försvinner ut ur lägenheten. Han handskas till slut med informationen och Haley säger att så länge de är tillsammans så spelar det ingen roll vilken skola hon går på. Nathan hamnar i skandal då han hamnar i trubbel med Dante, en äldre man som vill att han förlorar matcher och inte vinner med mer än ett x antal poäng. Nathan går med på detta. Men ändrar sig fort, då han får veta att Haley bär på en son och att Haley stöttar honom, i att Nathan är tillräcklig för Haley även om detta är det bästa han kan bli. Efter att de vunnit mästerskapet i basket blir Haley påkörd av Dante när hon puttar ifrån Nathan och själv tar smällen. Både hon och sonen överlever och sista året på High School får Haley äran att hålla talet på examensdagen, som rektorn sen tar tillbaka på grund av Nathans skandal för att föräldrar ifrågasätter det. Nathan övertalar rektorn att låta Haley hålla talet då hon förtjänat det och alltid velat det och att hon inte ska sota för hans misstag. På examensdagen, när Haley håller ett otroligt tal, går vattnet, och hon säger högt i mikrofonen att hon inte kan avsluta talet då hon ska föda sin son. Nathan ställer sig upp bland alla studenter och ser chockad ut. Ambulansen kommer och de åker iväg till sjukhuset. Nathan & Haley Scott får en frisk pojke, James Lucas Scott. Han är även känd under smeknamnet 'Jamie'. Den rollen är spelad av Jackson Brundage. Nathan hamnar en kväll i slagsmål och blir kastad genom ett fönster och hamnar i rullstol. Han börjar dricka igen och tycka synd om sig själv. Tills Haley till slut säger åt honom att bättra sig eller så vill hon skiljas för att hon inte kan leva såhär med Jamie. Under denna tid har de skaffat Nanny Carrie som hjälper till och Nathan börjar stå på fötter och bli sig själv igen. Nannyn faller för Nathan och gör allt för att få Jamie som son och Nathan som man. När Nathan står i duschen en kväll så tror han att Haley hoppar in bakom honom och håller om honom men det är Nanny Carrie och när Haley kommer hem i det ögonblicket och ser det så kastar hon ut Carrie och samtidigt Nathan, som får sova på sin brors Lucas soffa. Nanny Carrie kidnappar Jamie som hon älskar så mycket och Nathan och Lucas pappa Dan. Jamies farfar räddar honom och tar hem honom igen och till slut lappar dem ihop sitt äktenskap igen. Tillsammans genomgår Nathan och Haley skandaler som förstör Nathans karriär. Han tar sig sedan tillbaka, kämpar hårt och börjar spela för NBA som alltid varit hans dröm. Till slut slutar han spela då hans rygg börjar göra ont igen, efter att blivit kastad genom fönstret och slutar. Hans agent som också är hans bästa vän är nära vän till både Haley och Nathan förälskar sig i Quinn, Haleys storasyster. Nathan blir också en agent efter att ha tagit extra kurser som behövts för att han ska kunna fullfölja sin examen till 100 procent och jobba som agent. Haleys mamma Lydia James dör i cancer. Haley gräver ner sig och hamnar i depression. Nathan gör allt för att finnas där för henne, men till slut kopplar Haley bort Jamie också. När Haley blivit sig själv igen berättar hon för Nathan att hon är gravid igen, och att det ska bli en dotter. Denna döper de efter Haleys mamma, Lydia, Lydia Bob Scott.